# キャシー・グリフィン
キャシー・グリフィン（英: Kathleen Mary "Kathy" Griffin, 1960年11月4日 - ）は、アメリカ合衆国のコメディアン、女優、声優である。

## 経歴

### 生い立ち
イリノイ州シカゴに生まれ、シカゴ近くのフォレスト・パーク及びオークパークで育つ。グリフィンの家族はアイルランド系カトリックで、母親のマギーは病院の事務員、父親のジョン・パトリック・グリフィンは電気店のマネージャーだった。
フォレスト・パークにあるセントバーディーン小学校とオーク・パーク・リバーフォーレスト高校に通学し、1978年に同高校を卒業した。その後はイリノイ州リバーグローブにあるトリトン・カレッジに入学するものの、中途退学している。

### キャリア
1980年代前半にロサンゼルスの即興コメディ集団「ザ・グラウンドリングス」で演技のキャリアを始動し、1990年代にはスタンダップコメディアンとして数々の舞台やテレビ番組に出演した。1996年1月にNBCのシットコム『となりのサインフェルド』にゲスト出演したことをきっかけに有名となり、同年9月からはNBCのシットコム『ブルック・シールズのハロー!スーザン』にレギュラー出演するようになる。
2005年から2010年まではNBC傘下のブラヴォーでリアリティ番組『Kathey Griffin: My Like on the D-list』を受け持ち、この番組のエグゼクティブプロデューサーとしてエミー賞リアリティ番組賞を2度受賞している。2014年には6年連続でのノミネートの末、スタンダップコメディ公演の模様を収録したアルバム『Calm Down Gurrl』で第56回グラミー賞において最優秀コメディ・アルバム賞を獲得した。

## 家庭環境
グリフィンは5児の末っ子だった。3人の兄ケニー（故人）、ジョン、ゲイリー（2014年没）、そして姉のジョイス（2017年没）がいる。
2009年に発表した自伝で、グリフィンはトラブルの多かった兄ケニーの人生に初めて言及した。ケニーは麻薬乱用者であり、ドメスティックバイオレンスをよく起こしていた。また、一度も逮捕されたことはなかったものの、グリフィンはケニーが児童を性的に虐待していたとも信じている。この推測はケニーの周りにいた多くの女児の証言によっても裏付けられている。グリフィンが8歳の時には、ケニーがベッドに潜り込んできて耳元に甘い言葉を囁いてきたりくっ付いてきたりしたという。しかし、ケニーがグリフィンに対して実際の虐待を行うことはなかったという。兄が未成年者と不適切な関わりを持っていることを知ったグリフィンは、その後はケニーと関わりを断つことを選んだ。
自伝の中では、この決断がいかなる意味を持ったかについて述べている。グリフィン家の中にはケニーが児童虐待に手を染めていることを信じようとしない者もおり、家族間には亀裂が入ることになった。何年も後になってグリフィンの父親は牢獄に入っていたケニーに電話し、事の真偽を確かめたところ、ケニーは肯定するでも否定するでもなく、「俺は自分のやることをやるだけさ」と答えたという。この答えによって、この問題についてのグリフィン家内での論争は終わった。
グリフィンはそれからさらに数年後、ケニーが道端にダンボールに書かれたサインを持って物乞いをしているところに通りかかった。グリフィンは、そのダンボールに書かれていたメッセージが一般的に見られる「仕事があればするので食べ物をください」ではなく単に「食べ物を恵んでください」だったことにショックを受けたという。この経験はグリフィンの仕事に対する姿勢に影響を与えた。ケニーはその後は両親の家に戻り、救急車を待つ間に母親の腕の中で死亡した。

## LGBTの権利擁護
LGBTの権利の積極的な支持者として、グリフィンは同性婚の権利保障、同性愛者の軍務禁止規定の撤廃などを主張してきた。ウェスト・ハリウッドやワシントンD.C.でのデモ活動に参加したり、同じくLGBTの権利を支持する母マギーとともに自らのテレビ番組内で発言したりしている。カリフォルニア州提案第8号の投票前には、ロサンゼルス・ゲイ・アンド・レズビアン・センターが主催した「平等への一票」キャンペーンの一環としてボランティア活動に取り組み、同性婚の権利を守るべく戸別訪問などを行った。
エイズ基金「Aid for AIDS」の資金集めイベント「Best in Drag Show」を長い間支持しており、オープニングイベントのホストも5年以上に渡って担当している。2009年11月、「Aid for AIDS」はグリフィンに対してAFAエンジェル賞を授与した。

## 騒動

### 番組への出演禁止
グリフィンはクレイグ・キルボーンやビル・マー、ハワード・スターンらが司会を務めるトーク番組には好意的に迎えられてきた一方で、『ザ・トゥナイト・ショー・ウィズ・ジェイ・レノ』をはじめとする複数のテレビ番組から出演禁止を言い渡されてきた。2005年には当時11歳だったダコタ・ファニングが薬物依存症のリハビリ施設に入所したとのジョークを発言したため、E!が企画する番組の司会から降板させられている。ただし、のちにE!は『Kathey Griffin: My Like on the D-list』をイギリスで放送する権利を購入し、グリフィンとの関係を回復させている。

### エミー賞での発言
2007年9月、『Kathey Griffin: My Like on the D-list』のプロデューサーとしてエミー賞リアリティ番組賞を受賞した際、壇上に上がったグリフィンは「この賞を受賞した多くの人々がジーザスへの感謝を口にするが、実際には受賞とジーザスは関係がないことを誰もが理解しているはずだ。彼はちっとも手助けしてくれてなどいない。だから私は『クソ野郎、ジーザス』と言うことにする。いまこの瞬間、この賞こそが私の神だ!」とスピーチした。のちにグリフィンは無意味にジーザスへの感謝を連発するセレブリティを風刺したものだったと説明したが、カトリック連盟がグリフィンを非難する書簡をエミー賞の主催者に寄せたため、主催者は授賞式のテレビ中継ではグリフィンの当該発言がカットされると発表した。この決定を受け、グリフィンは「ユーモアのセンスがあるカトリック教徒は私だけなのかしら?」とコメントした。

### トランプに関する表現
2017年5月、第45代大統領ドナルド・トランプの切断された血まみれの首人形を持った写真をTwitterとInstagramに投稿したため、各方面から批判を受けた。ドナルド・トランプ・ジュニアは「これが彼らの支持者には許されていると思っている。オバマ大統領にオバマ批判派はこのようなことをしたか」と強く批判し、2016年大統領選挙でのトランプの対抗馬だったヒラリー・クリントンの娘チェルシー・クリントンも不適切だと批判した。騒動の結果、グリフィンは2007年よりタイムズスクエアからアンダーソン・クーパーとともに生中継していたCNNの名物年越し番組の共同司会者を降板させられた。

## 出演作品

### 映画
| 公開年 | 邦題 原題                                                                                   | 役名                  | 備考                 |
| ------ | ------------------------------------------------------------------------------------------- | --------------------- | -------------------- |
| 1980   | 宇宙の7人 Battle Beyond the Stars                                                           | エイリアン            |                      |
| 1985   | ストリート・オブ・ファイヤー Streets of Fire                                                | 観客                  |                      |
| 1991   | チャイルド・ショック The Unborn                                                             | コニー                |                      |
| 1991   | 殺人ピエロ狂騒曲 Shakes the Clown                                                           | ルーシー              |                      |
| 1994   | パルプ・フィクション Pulp Fiction                                                           | ひき逃げの目撃者      |                      |
| 1994   | いとしのパット君 It's Pat                                                                   | 本人役                | カメオ出演           |
| 1995   | フォー・ルームス Four Rooms                                                                 | ベティ                |                      |
| 1995   | 新・ハダシの重役/ねらえ!高視聴率 The Barefoot Executive                                     | メアリー              | テレビ映画           |
| 1996   | ケーブルガイ The Cable Guy                                                                  | 母親                  |                      |
| 1999   | ゴンゾ宇宙に帰る Muppets from Space                                                         | 武装した警備員        |                      |
| 2000   | インターン The Intern                                                                       | コーネリア・クリスプ  |                      |
| 2000   | ヴァネッサ・ウィリアムズのクリスマス・キャロル A Diva's Christmas Carol                     | 過去の幽霊            | テレビ映画           |
| 2003   | ベートーベン5 Beethoven's 5th                                                               | イーヴィー・キング    | オリジナルビデオ     |
| 2005   | エステラ・ウォーレンの知られたくない私のヒ・ミ・ツ ヴァージン・ラプソディー Her Minor Thing | マギー                |                      |
| 2005   | アマンダ・バインズ in Sweet Paradise Love Wrecked                                           | ベリンダ              |                      |
| 2010   | サミーとシェリー 七つの海の大冒険 A Turtle's Tale: Sammy's Adventures                       | ヴェラ                | 声の出演             |
| 2010   | シュレック フォーエバー Shrek Forever After                                                 | 踊る魔女 / 歯車の魔女 | 声の出演             |
| 2010   | ジョアン・ リバース〜75歳の女下ネタ芸人 カムバックへの戦い!〜 Joan Rivers: A Piece of Work  | 本人                  | ドキュメンタリー映画 |
| 2011   | ザ・マペッツ The Muppets                                                                    | 本人役                | 劇場未公開シーン     |
| 2011   | ホール・パス/帰ってきた夢の独身生活＜1週間限定＞ Hall Pass                                  | 本人役                |                      |

### テレビシリーズ
| 放映年    | 邦題 原題                                                           | 役名                                      | 備考                                                                        |
| --------- | ------------------------------------------------------------------- | ----------------------------------------- | --------------------------------------------------------------------------- |
| 1995      | ER緊急救命室 ER                                                     | ドロレス・ミンキー                        | シーズン1 第24話 "母親"                                                     |
| 1995      | あなたにムチュー Mad About You                                      | ブレンダ                                  | シーズン4 第9話 "時間よ止まれ!"                                             |
| 1996      | キャロライン in N.Y. Caroline in the City                           | 車両管理局職員                            | シーズン1 第19話 "Caroline and the Movie"                                   |
| 1996-1998 | となりのサインフェルド Seinfeld                                     | サリー・ウィーヴァー                      | 2エピソード                                                                 |
| 1996-2000 | ブルック・シールズのハロー!スーザン Suddenly Susan                  | ヴィッキー・グロナー                      | 93エピソード                                                                |
| 2000      | X-ファイル The X-Files                                              | ベティ・テンプルトン / ルル・ファイファー | シーズン7 第20話 "ファイトクラブ"                                           |
| 2000      | ラリーのミッドライフ★クライシス Curb Your Enthusiasm                | 本人役                                    | シーズン1 第1話 "ズボンのテントでトラブル"                                  |
| 2003      | スパイダーマン 新アニメシリーズ Spider-Man: The New Animated Series | ロクサーヌ                                | 声の出演 第12話 "ロクサーヌとローランド" 第13話 "さらばスパイダーマン"      |
| 2007      | アグリー・ベティ Ugly Betty                                         | テレビ司会者                              | シーズン1 第13話 "暴かれた正体"                                             |
| 2010      | LAW & ORDER:性犯罪特捜班 Law & Order: Special Victims Unit          | バブス・ダッフィー                        | シーズン11 第13話 "闘う女"                                                  |
| 2011      | ディフェンダーズ 闘う弁護士 The Defenders                           | サリー・スコット                          | 第17話 "疑惑の夜"                                                           |
| 2011      | glee/グリー Glee                                                    | タミー・ジーン・アルバートソン            | シーズン2 第16話 "目指せ! 悲願の初優勝"                                     |
| 2011      | 私はラブ・リーガル Drop Dead Diva                                   | ジェナ・カズウェル＝ベイリー              | シーズン3 第8話 "チアリーダーの復讐"                                        |
| 2012      | アメリカン・ダッド American Dad!                                    | ケリー                                    | 声の出演 シーズン8 第16話 "The Kidney Stays in the Picture"                 |
| 2015      | ル・ポールのドラァグ・レース RuPaul's Drag Race                     | ゲスト・ジャッジ                          | シーズン7 エピソード1 "Born Naked" シーズン7 エピソード5 "The DESPY Awards" |

## 参照
1. ↑  Griffin 2010, p. 7
2. ↑  Griffin 2010, p. 11
3. ↑  “Performers: KATHY GRIFFIN: Alumni”. The Goundlings. 2018年11月6日閲覧。
4. ↑  “Television Academy: Kathy Griffin”.  National Academy of Television Arts and Sciences. 2018年6月3日閲覧。
5. ↑  Griffin 2010, pp. 20–21, 26
6. ↑  Alexander, Bryan (2010年12月30日). “EXCLUSIVE: Kathy Griffin Dares to Be Thrown Off CNN's Live New Year's Eve Broadcast”. Hollywood Reporter
7. ↑  Wieselman, Jarett (2010年7月13日). “Griffin Fights Don't Ask Don't Tell”. New York Post.  オリジナルの2011年11月28日時点におけるアーカイブ。 {{cite news}}: |work=では太字とイタリック体は使えません。 (説明)⚠
8. ↑  AKA William (2009年4月10日). “Kathy Griffin Goes Door-to-Door For Gay Rights”.   AKA William. 2012年1月14日時点のオリジナルよりアーカイブ。2018年6月3日閲覧。
9. 1 2  “Kathy Griffin asks Mom to Take a Side”.   TheInsider.com (2009年11月6日). 2009年12月19日時点のオリジナルよりアーカイブ。2018年6月3日閲覧。"
10. ↑  “AFA Silver Anniversary Reception & Awards” (PDF).   Aid for AIDS. 2010年8月6日時点のオリジナルよりアーカイブ。2018年6月3日閲覧。
11. ↑  “Kathy Griffin: Barbara Walters Will Cut A Bitch!” (英語). TeamCoco. 2017年5月31日閲覧。
12. ↑  Sternbergh, Adam (2005年8月8日). “Dorothy Snarker”. New York 2007年7月1日閲覧。
13. ↑  “Kathy Griffin's Jesus Remark Cut from Emmy Show”. Reuters. (2007年9月17日) 2007年9月25日閲覧。
14. ↑  “Larry King Live” (video). YouTube. (2007年9月17日).  オリジナルの2008年3月7日時点におけるアーカイブ。 2007年9月19日閲覧。
15. ↑  Elber, Lynn (2007年9月11日). “Griffin's Emmy remarks to be censored”. AP. CelebrityMound.com.  オリジナルの2011年7月8日時点におけるアーカイブ。 2007年9月11日閲覧。
16. ↑  “Kathy Griffin's Emmy Remarks About Jesus to Be Censored”. Associated Press. Fox News. (2007年9月11日) 2007年9月11日閲覧。
17. ↑  “'Offensive' Jesus remarks cut from Emmys”. News.com.au. Reuters. (2007年9月12日).  オリジナルの2007年10月13日時点におけるアーカイブ。 2007年9月18日閲覧。
18. ↑  血まみれトランプ大統領の首人形写真を投稿、炎上…米女性タレントが謝罪 Livedoor NEWS 2017年5月31日
19. ↑  “CNNが女性タレントの契約解除、米大統領の首人形写真投稿で”.   ロイター (2017年6月1日). 2018年7月11日閲覧。